# Cicurina vespera
Espèce
Synonymes
- Cicurina loftini Gertsch, 1992

Cicurina vespera est une espèce d'araignées aranéomorphes de la famille des Cicurinidae.

## Distribution
Cette espèce est endémique du Texas aux États-Unis,. Elle se rencontre dans les comtés de Bexar dans des grottes.

## Description
La femelle holotype mesure 2,7 mm. Cette araignée est anophtalme.
La femelle décrite par Paquin et Dupérré en 2009 mesure 2,48 mm.

## Systématique et taxinomie
Cette espèce a été décrite par Gertsch en 1992.
Cicurina loftini a été placée en synonymie par Hedin, Derkarabetian, Blair et Paquin en 2018.

## Publication originale
- Gertsch, 1992 : « Distribution patterns and speciation in North American cave spiders with a list of the troglobites and revision of the cicurinas of the subgenus Cicurella. » Texas Memorial Museum Speleological Monograph, no 3, p. 75-122.